# Harold Stamper
Harry Stamper, de son nom complet Harold Jack Stamper, est un footballeur anglais né le 6 octobre 1889 à Stockton-on-Tees et mort en janvier 1939. Il est médaillé d’or lors des Jeux olympiques de 1912, dans le tournoi de football avec la Grande-Bretagne.

## Biographie

### En club
Stamper joue pour le Stockton FC (en)  entre 1911 et 1922. En 1911, il contribue à la victoire du club en FA Amateur cup.

### En sélection
En 1912, Stamper est sélectionné dans l'équipe olympique britannique pour les Jeux de Stockholm. Il participe à la victoire en demi-finale contre la Finlande (4-0). L'équipe britannique remporte ensuite l'or en finale. La même année, Stamper fait une apparition en match amical contre l'Allemagne.

## Palmarès
Stockton FC (en)
- FA Amateur cup (1)
  - Vainqueur : 1910-11.

 Grande-Bretagne
- Jeux olympiques (1) :
  -  Or : 1912.